# Callithrix kuhlii
Ouistiti de Kuhl
Espèce
Statut de conservation UICN

 VU  : Vulnérable
Statut CITES
Le Ouistiti de Kuhl (Callithrix kuhlii) est une espèce de primate de la famille des Callitrichidae vivant dans les forêts du sud-est du Brésil.

## Distribution
Ce ouistiti vit au Brésil, à Bahia et dans l'extrême nord-est du Minas Gerais. Au nord jusqu’au Rio Paraguaçú et au sud jusqu’au Rio Jequitinhonha. Le Rio das Contas constitue le cœur de sa distribution.

## Hybridation
Aucune.

## Habitat
Forêt de plaine secondaire sempervirente ou semi-décidue. Lisière de forêt. Vergers. Plantations de cacao (cabrucas).

## Sympatrie et association
S’associe avec le Petit singe-lion à tête dorée (Leontopithecus chrysomelas) qui limite la concurrence en évoluant dans la strate supérieure et davantage dans les épiphytes.

## Description
Ressemble beaucoup au Ouistiti à pinceaux noirs (C. penicillata). Pelage agouti traversé sur le dos et la queue de bandes horizontales alternativement grises et noires. Le brun est visible sur les flancs et les cuisses. Devant de la couronne blanc chamois et arrière de la couronne brun chamois. Tache blanche sur le front qui s’étend en fine raie nasale entre les yeux. Pourtour de la face, joues et gorge clairs. Touffes auriculaires noires.

## Mensurations
Poids de 350 à 400 g (d’après Garber, 1992).

## Domaine
Territorial. 12 ha (d’après Rylands et de Faria, 1993). De 34 à 39 ha (d’après Becky E. Raboy et al., 2008).

## Densité
58-60/km² (d’après Rylands, dans la RB d’Una, 1982)

## Locomotion
Quadrupède.

## Comportements basiques
Diurne. Arboricole.

## Activités
Budget d’activités (d’après Ferrari et Rylands, 1994) : déplacements (38,1 %), alimentation et recherche alimentaire d’insectes (27,6 %), alimentation végétale (20,4 %), repos et activités sociales (13,9 %). Il parcourt chaque jour de 0,942 à 1,08 km (d’après Rylands, 1982) ou 0,974 km (d’après Tardif et al., 1993) ou 1,498 km (d’après Becky E. Raboy et al., 2008). Il se déplace dans les arbres entre 6 et 13 m (d’après Hershkovitz, 1977). Il passe 62,8 % de son temps entre 6 et 15 m (d’après Ferrari et Rylands, 1994) et 78 % de son temps au-dessous de 15 m (d’après Rylands, 1989). Il se repose dans la végétation dense et parmi les lianes, utilisant 14 sites-dortoirs différents sur 10 ha en trois mois (d’après Rylands, 1982, 1989).

## Alimentation
Plus frugivore et moins gommivore que les autres espèces atlantiques, il consomme 20 espèces de fruits et de nectar et 5 espèces d’exsudats (d’après Becky E. Raboy et al., 2008).
Budget alimentaire
- d’après Rylands, 1982 : fruits (de 63 % à 70 %), feuilles et gomme (de 30 % à 34 %).
- d’après Rylands et de Faria, 1994 : fruits (68,2 %) – notamment Symphonia globulifera et Dialium guianense - et exsudats (33,8 %) – surtout Parkia pendula mais aussi Inga sp., Henriettea succosa, Cardoluvica sp., Sloanea sp., Cupania sp., Trichilia lepdota et Piptadenia contorta. Insectivore occasionnel, il suit les fourmis légionnaires (Eciton burchelli) pour croquer les insectes qui s’enfuient sur son passage (surtout sauterelles mais aussi Phibalosoma phyllinum). Lézards, grenouilles et escargots.

## Taille du groupe
Basse pour un ouistiti. 6,6 (d’après Rylands, 1982). 4,3 (d’après Becky E. Raboy et al., 2008).

## Structure sociale et système de reproduction
Groupe multimâle-multifemelle. Polyandrie. Polygynie présumée.

## Reproduction
Le mâle atteint la maturité sexuelle à 1 an (d’après French et Schaffner, 1995) et la femelle à 12–15 mois (d’après Smith et al., 1997). La gestation dure 4 mois et demi et l’intervalle entre les naissances est d’environ 5 mois (d’après French et al., 1996 ; d’après Ross et al., 2007).

## Communication orale
Contact intragroupe (whirr) d’environ 8KhZ (d’après Stevenson et Rylands, 1988). Appel long et répétitif (phee), incluant 3 à 7 phee consécutifs (d’après Schaffner et al., 1995), appel distinct selon les individus et sexuellement dimorphique (d’après Jorgensen et French, 1998 ; d’après Smith et al., 2007). Cri de contact (trilles).

## Communication olfactive
Marquage supra pubique et anogénital. Pas d’utilisation des glandes sternales pour le marquage, en captivité, et urine pour marquer davantage pendant le temps d’alimentation (d’après Forman et French, 1992).

## Communication visuelle
Érection de la queue, piloérection, remuement des touffes auriculaires. Rituel silencieux bouche ouverte pour initier l’accouplement (d’après Shepherd et al., 1992).

## Prédateurs
Tayra. Coati. Faucon.

## Menaces
Déforestation. Dans la forêt côtière atlantique, de nombreuses plantations de cacao ont été créées au début du siècle. Ces cabrucas, où le cacao pousse dans le sous-bois à l’abri d’un soleil trop fort, représentent une solution originale pour préserver les ouistitis dans la Mata Atlântica. Elles permettent de sauvegarder la forêt tout en cultivant son sol. Une stratégie identique peut être appliquée avec la piassava (fibre textile) produite par les palmiers Leopoldina piassaba.

## Conservation
RB d’Una (70 km2), Station expérimentale de Lemos Maia (4 km2) et Station expérimentale de Canavieiras (6 km2), dans le Bahia (Brésil).

## Statut
Préoccupation mineure.